# Alonso de Herrera
Alonso de Herrera (¿Segovia, 1555?-Segovia, 14 de octubre de 1624) fue un pintor español. 

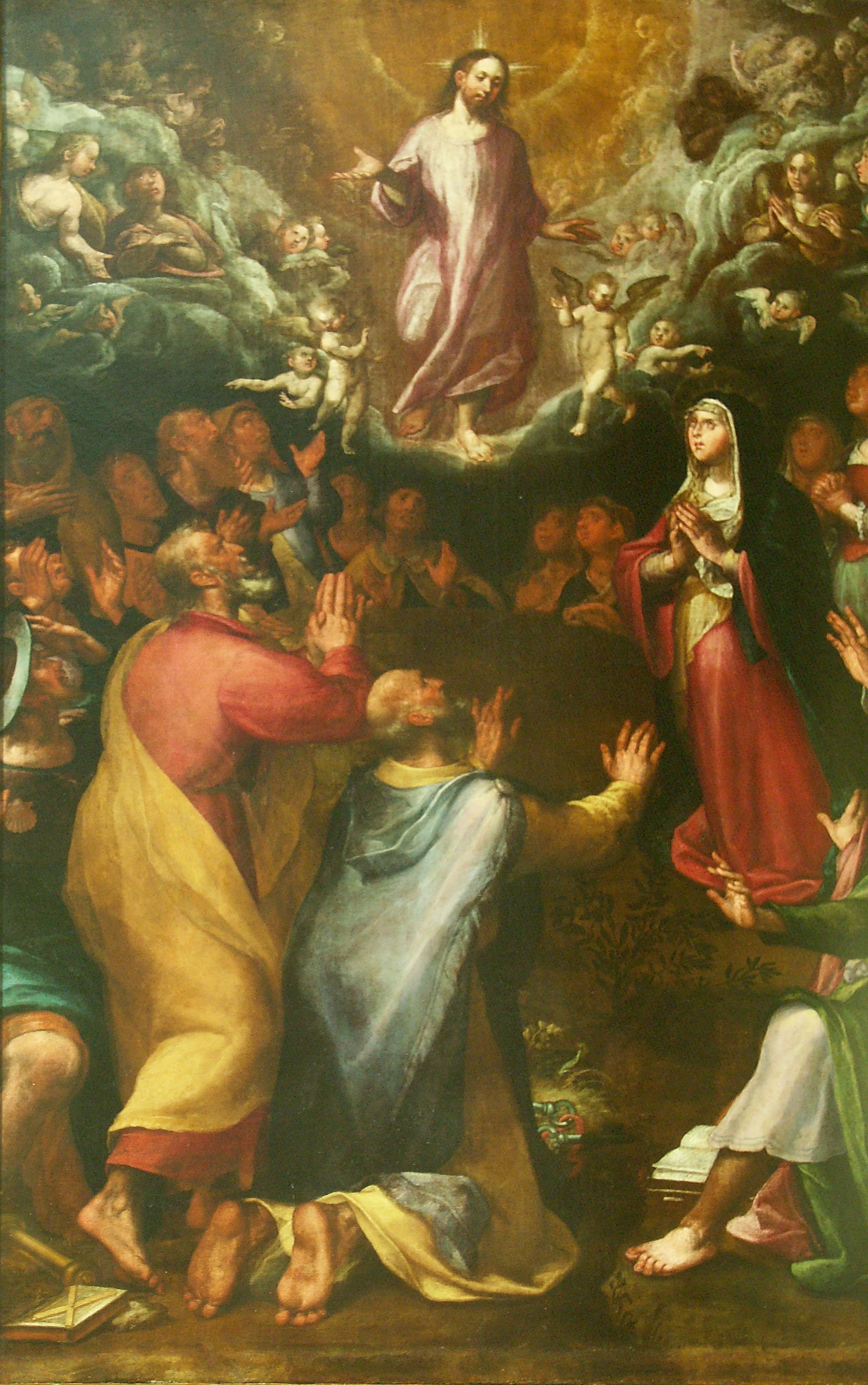
Escena de la Ascensión de Cristo en un retablo de la iglesia de San Andrés de Segovia, obra de Herrera.

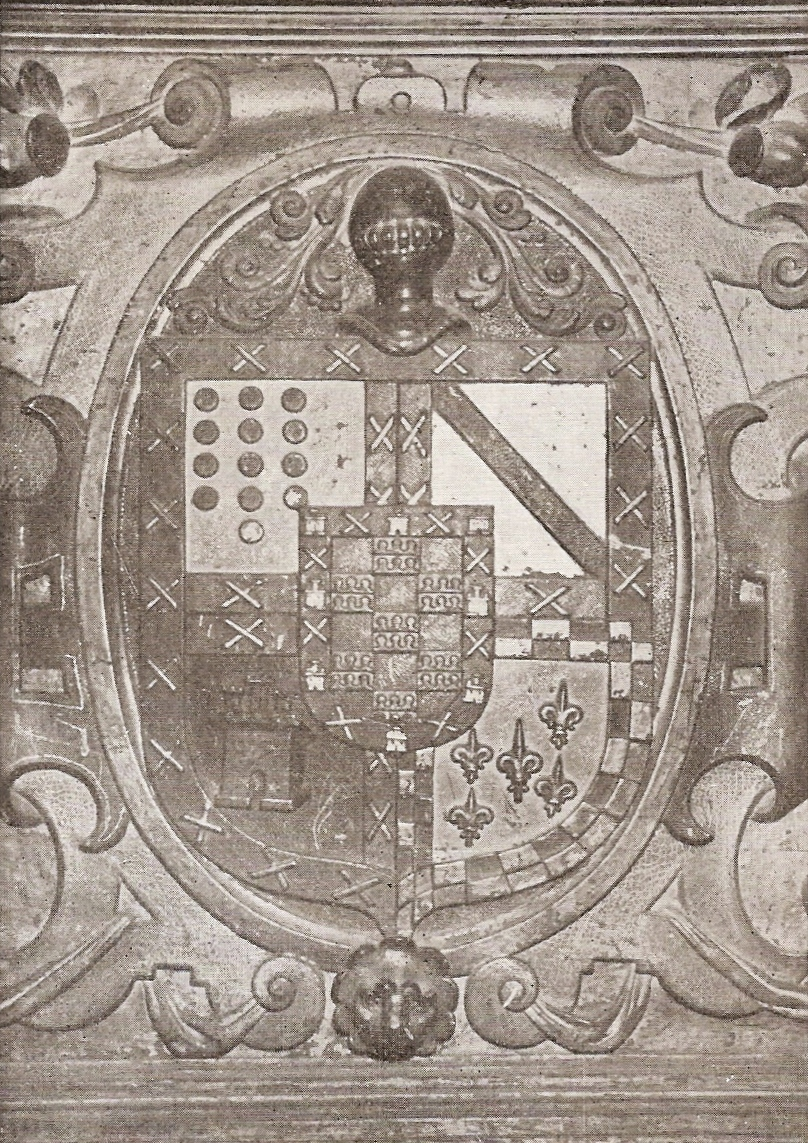
Armas de Francisco Gutiérrez de Cuéllar en su retablo de la catedral, obra de Herrera.

## Biografía
Se formó en El Escorial, donde realizó algunas tablas para las celdas, y a partir de 1575 aparece documentado en Segovia, realizando diversos retablos en Pedraza, Castiltierra, Arahuetes, Navas de San Antonio, Valdesimonte o Pajares de Fresno, y en Madrid otro en Cercedilla, todos ellos desaparecidos.
Su obra más temprana conservada son las tablas del retablo del Rosario de Duruelo (Segovia). Trabajó con el escultor Jerónimo de Amberes en el retablo del Santuario de Nuestra Señora de la Fuencisla de Segovia, así como en las sargas de Aldealengua de Pedraza y Otero de Herreros, los tres trabajos realizados en 1588. En la misma época pintó el retablo de la ermita de San José, de Villacastín por encargo de la familia Mexía de Tovar, quienes también le encargaron el retablo de la capilla familiar en la iglesia de San Sebastián, para la que luego realizó junto a Mateo Imberto los retablos colaterales bajo la advocación del Rosario y de Santa Ana en 1597; la traza de todos ellos fue obra del jesuita Andrés Ruiz y la parte escultórica corresponde en su mayor parte a Pedro Rodríguez.
También pertenece a esta época el retablo de San Bartolomé de la iglesia de Cobos de Segovia (1597) y el lienzo de la Anunciación de la de Vegas de Matute, así como el retablo de Cristo en la de Hontoria y la policromía del retablo mayor de Martín Muñoz de las Posadas, obra de Imberto y Pedro Rodríguez.
A partir de 1600 realizó la parte pictórica incluida la policromía y las sargas del retablo de Santiago en la catedral de Segovia, realizado por Pedro de Bolduque y encargo de Francisco Gutiérrez de Cuéllar, contador mayor de Felipe II. A 1602 corresponden las pinturas del retablo de los Santos Juanes de Hontoria, y a 1605 las del retablo mayor de la iglesia de Santa María de Mojados (Valladolid).
A estas obras les siguen el retablo colateral de la iglesia de Garcillán (1608) y dos de las pinturas del colateral de la iglesia de la Asunción de Cabezuela. Algo posterior es el de San Bartolomé que se conserva en el Museo de Segovia, en el que se aprecia una mayor orientación naturalista por influencia de Juan Fernández Navarrete. Por estas fechas también trabajó en la iglesia de Santiago de Turégano. Los lienzos del retablo de la iglesia de San Andrés de Segovia (1617) y de la iglesia de San Juan Evangelista de Santibáñez de Valcorba (Valladolid) reflejan plenamente su reorientación naturalista, sin perder del todo sus resabios manieristas y corresponden al momento último de su actividad.
También salieron de su mano las sargas del convento de Santa Isabel de Segovia, y la Duda de Santo Tomás en la iglesia de su nombre de la misma ciudad, copia de la realizada por Alonso Sánchez Coello para la catedral. Existen además obras suyas en el Monasterio de El Parral (La crucifixión), en el palacio Episcopal de Segovia (Noli me tangere) y en la iglesia de Adrados (retablo colateral), y se le atribuye un pequeño lienzo de los Santos Juanes en el monasterio de San Lorenzo de El Escorial así como un par de dibujos de la Biblioteca Nacional. Fue suegro del pintor Tomás de Prado, quien realizó esencialmente su labor en Valladolid.